# 香港品牌產品
香港品牌產品，即由香港設計或生產的產品。

## 著名香港品牌產品

### 飲食
- 維他奶
- 九龍維記
- 牛奶公司
- 嘉頓
- 淘大
- 榮華餅家
- 恆香餅家
- 綠寶橙汁
- 公利真料竹䉀水蔗汁
- 甄沾記椰子糖
- 阿波羅美極屋
- 史密夫軟糖
- 英記茶莊
- 陳意齋  （页面存档备份，存于）
- 捷榮集團
- 公和豆品廠
- 永利威酒業  （页面存档备份，存于）
- 和記隆
- 九龍醬園
- 寶生園蜂蜜
- 余均益辣椒醬
- 同珍醬油
- 永利漢記醬料
- 公仔麵
- 八珍甜醋
- 四洲集團
- 唐記包點
- 鴻福堂
- 陽光一代
- 冠華食品
- 四海環球食品有限公司
  - 四海魚蛋
- 優之良品
- 食神伝奇
- 759阿信屋
- 英王麵包店
- 太興
- 凱施餅店
- 聖安娜餅屋
- 零食物語
- 灣仔碼頭水餃
- 奇華餅家
- 李錦記

### 工業產品
- 紅A牌
- 梁蘇記雨傘
- 鱷魚恤
- 雞仔嘜
- 利工民秋蟬牌羊毛內衣
- 佐丹奴
- G2000
- U2
- Baleno
- Bossini
- 中華製漆
- 駱駝漆
- 廣生堂
  - 雙妹嘜
- ad-lib
- SAMUEL ASHLEY
- I.T
  - Izzue

### 藥品及健康保健產品
- 維特健靈五色靈芝
- 位元堂養陰丸
- 點點綠
- 保濟丸
- 宏興鷓鴣菜
- 雙妹嘜花露水
- 源吉林甘和茶 (盒仔茶)
- 余仁生
- 林淦生
- 天利藥業國際有限公司
- 尹民
- 集蘭堂
- 春和堂
- 和興白花油
- 幸福醫藥
- 保滋堂潘務菴葯廠
- 嶺南藥廠
- 黃祥華流行堂
- 保心安
- 梁介福
- 靳永福
- 香港寶芝林集團[1]
- 香港威靈仙製藥
- 班中八和堂
- 敬修堂錢澍田
- 歐家全藥廠
- 何世昌
- 虎標永安堂
- 衛桂科
- 黃貞菴
- 京都念慈庵
- 馬百良藥廠
- 陸智夫醫藥局
- 燮和堂
- 梁財信
- 潘高壽
- 佰瑞健
- 龍發製藥排毒美顏寶

### 珠寶首飾
- 九龍表行
- 周大福
- 六福珠寶
- 周生生
- 粵港澳湛周生生
- 謝瑞麟
- 金至尊珠寶

### 地產代理
- 美聯物業
  - 美聯測量師行
- 利嘉閣
- 中原地產
- 香港置業

### 地產公司
- 香港置地
- 長江實業
- 新鴻基地產
- 太古地產
- 信和集團
- 合和實業
- 南豐集團
- 嘉華國際
- 嘉里集團
- 恒基兆業
- 恒隆集團
- 新世界發展
- 華懋集團
- 遠東發展

### 規劃測量
- 麥氏土地測量行
- Urbis Limited
- 戴德梁行
- 韋堅信測量師行

### 建築
- 西松建設
- 嘉華建材
- 金門建築
- 迪臣發展國際
- 良記集團
- 長江基建
- 盈信控股
- 俊和建築

### 物流
- 惠康有限公司
- 嘉里物流
- 利豐
- 香港國際貨櫃碼頭
- 四海國際物流
- 香港空運貨站
- 香港聯合船塢
- 九龍倉
- 香港內河碼頭

### 酒店
- 文華東方酒店集團
- 帝盛酒店集團
- 香格里拉酒店
- 半島酒店
- 鷹君集團
- 美麗華酒店
- 帝京酒店、帝都酒店
- 香港黃金海岸酒店
- 悅來酒店

### 食肆
- 三禾飲食集團
- 大家樂
- 大快活
- 麗新餐飲集團
- 美心食品
- 花園餐廳
- King Parrot 景樂集團
- 渣甸怡和餐飲集團
- 翠華餐廳集團
- 峰景餐廳集團
- 時新快餐店
- 譚仔雲南米線
- 大家食

### 交通和旅遊
- 國泰航空
- 香港鐵路
- 九廣鐵路
- 國泰港龍航空
- 香港快運
- 康泰旅行社
- 美麗華旅行社
- 永安旅行社
- 九龍巴士
  - 龍運巴士
- 城巴
- 新巴
  - 新渡輪
- 中華汽車有限公司

### 家居用品
- 雅芳婷
- 海馬牌床褥
- 實惠

### 電訊
- 和記黃埔
  - 和記電訊香港控股
- 九倉電訊
- 電訊盈科
  - 香港電訊
- CSL
- SmarTone 數碼通
- 3 (電訊)
- 中國移動香港

### 日用品
- 萬寧
- 屈臣氏
- Casetify
- 平凡媽媽

### 銀行金融
- 匯豐銀行
- 恆生銀行
- 華僑永亨銀行
- 中國銀行 (香港)
- 大新銀行
- 東亞銀行
- 上海商業銀行

### 工程
- HAECO 港機工程
- 時昌工程
- 捷盈工程公司
- 渣甸怡和摩打公司
- 德昌電機

### 能源
- 中華電力
- 港燈
  - 電能實業
  - 赫斯基能源公司
- 東方明珠石油
- 標準資源控股
- 香港煤氣公司
- 百田石油國際

### 科研
- 長江生命科技
- 香港科技園公司

### 應用程式
- TalkBox 語音聊

### 電子遊戲
- 神魔之塔
- 小朋友齊打交

### 主題景點
- 蘭桂坊集團
- 海洋公園